# 小眼星鯊
小眼星鲨（学名：Mustelus higmani），又稱小眼貂鯊，為軟骨魚綱真鯊目皺唇鯊科星鯊屬的一種，被IUCN列為瀕危保育類動物，分布於西大西洋委內瑞拉至巴西海域，深度1至900公尺，體長最大可達77.4公分，體長可達1.6公斤，棲息在沙泥底質大陸棚底層水域，屬肉食性，以甲殼類、頭足類及其他小型魚類為食，卵胎生，雌魚一次可產下7尾幼魚，生活習性不明，可做為食用魚。